# Mariam Sy
Mariam Sy is een Malinese architect. Ze is gespecialiseerd in lemen constructies en zet zich in voor duurzame ontwikkeling.

## Opleiding
Mariam Sy groeide op en woonde in Bamako tot ze aan haar hogere studies begon. Ze besloot in het buitenland te gaan studeren, omdat Mali geen faculteit architectuur had. Mariam schreef zich in aan het Victor Horta Instituut in Brussel. Ze rondde haar studie af in 2004. Zeer gehecht aan haar afkomst, schreef ze haar eindscriptie over Mali in de vorm van een reisdagboek. Daarin beschrijft ze een brede waaier aan architecturale typologieën afhankelijk van het geografische gebied, van het bos tot de woestijn, dwars door de Sahel.
Sy besloot vervolgens haar kennis te verdiepen en zich te specialiseren in aarden architectuur. Ze werkte twee jaar bij CRAterre, het internationale centrum voor aarden constructies aan de architectuurschool van Grenoble.

## Carrière

### Architectenpraktijk
Na haar studie keerde Mariam Sy terug naar Bamako en deed veel ervaring op, met name in ontwerp, toezicht op werken en restauratie van gebouwd erfgoed, maar ook in aarden architectuur en constructie, landschapsplanning en interieurontwerp. In 2008 richtte ze het architectenbureau Architerre op, dat zich richt op duurzame ontwikkeling. Architerre is ook actief lid van ICOMOS.
Tussen 2009 en 2012 nam ze deel aan de restauratie van de geklasseerde saho in de Nigerdelta in Mali. Dit is een soort gemeenschappelijk huis van de jonge Bozo's, die vissers zijn. De saho, gemaakt van leem, maken deel uit van het erfgoed van Mali en zijn van groot belang voor de lokale bevolking.
Mariam volgt ook de ecologische doctrine om materialen te kiezen op basis van hun prestaties. In 2019 bouwt ze in Bamako een villa van leem en kalk, de Sebenicoro residentie. Hier kiest ze voor een techniek van thermische inertie: adobe-invulling met leem van de site zelf.

### Andere professionele activiteiten
Mariam is actief lid van de Malinese Orde van Architecten en is penningmeester van de Malinese afdeling van ICOMOS. Ze is ook voorzitter en medeoprichter, samen met Odile Vandermeeren, van FACT sahel+, een vereniging die mensen samenbrengt die betrokken zijn bij aardebouw in en rond de Sahel. Onder de naam "ACT sahel+" organiseert ze tentoonstellingen, debatten, workshops en andere evenementen rond deze thema's. Mariam zet zich ook in via haar vereniging. Ze heeft het milieupact van Reso-Climat Mali ondertekend. Ze heeft ook het Nubian Vault manifest en het Happy Frugality manifest ondertekend.

### Realisaties
Mariam Sy heeft al een dertigtal vrijstaande huizen gebouwd, maar ook faciliteiten zoals een mediatheek, een atelier, scholen, winkels, flats, ateliers en een elektriciteitscentrale. Daarnaast heeft ze architecturale projecten gerestaureerd die als werelderfgoed zijn geklasseerd.

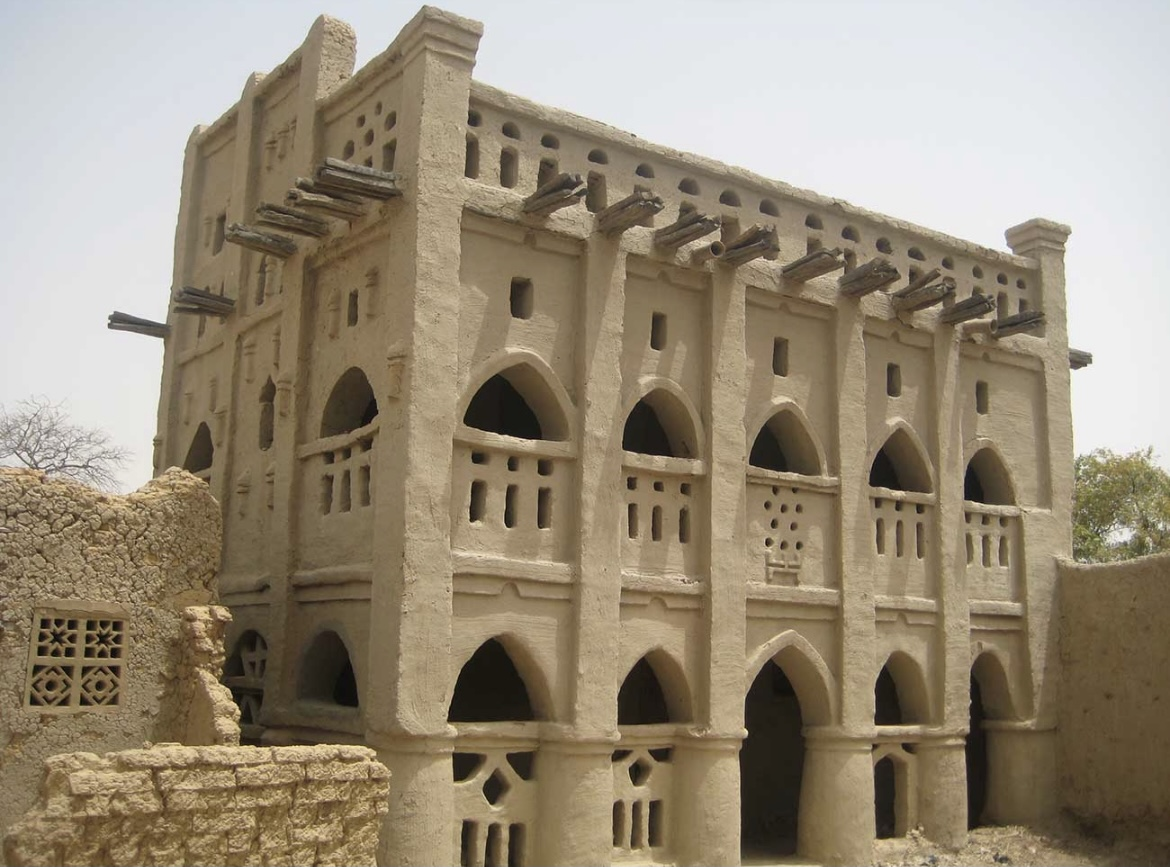
SAHO, Kolenzé

#### Woningen
- Privéwoning in Bandiagara
- Woonhuis in Faladie Sema
- Woonhuis in Lassa
- Woonhuis in Sebenicoro
- Woonhuis in Sotuba
- Duplexwoning in Cité Unicef
- Privéwoning in Banankabougou
- Privéwoning in Cité Unicef
- Privéwoning in Niamana
- Privé woning in Souleymanebougou

#### Uitrusting
- EDM S.A. elektriciteitscentrale in Timboektoe
- Commercieel gebouw en appartementen in Djikoroni
- Paramedisch opleidingsinstituut van het Rode Kruis in BTC

#### Restauraties
- Restauratie van beschermde huizen in Djenné
- Restauratie van de moskee Djingarey Ber in Timboektoe
- Restauratie van de Komoguel moskee in Mopti
- Restauratie van de Sankore moskee in Timboektoe
- Restauratie van de Sidi Yahia moskee in Timboektoe
- Restauratie Gemeentemuseum Timboektoe
- Restauratie Saho geklasseerd in de Nigerdelta[4]